# Pechs-de-l'Espérance
Pechs-de-l'Espérance [pɛk də lɛspeʁɑ̃s] est une commune française située dans le département de la Dordogne, en région Nouvelle-Aquitaine. Elle a été créée le 1er janvier 2022 sous le statut de commune nouvelle et regroupe les anciennes communes de Cazoulès, Orliaguet et Peyrillac-et-Millac.

## Géographie

### Généralités
En Périgord noir, dans le quart sud-est du département de la Dordogne et limitrophe du département du Lot, la commune de Pechs-de-l'Espérance est bordée au sud par la Dordogne. C'est une commune rurale qui fait partie de l'aire d'attraction de Souillac.
La commune nouvelle de Pechs-de-l'Espérance regroupe les anciennes communes de Cazoulès, Orliaguet et Peyrillac-et-Millac, qui deviennent des communes déléguées le 1er janvier 2022. Son chef-lieu se situe à Peyrillac-et-Millac.
Traversé par la route départementale (RD) 703, le bourg de Peyrillac-et-Millac où est implantée la mairie se situe, en distances orthodromiques, cinq kilomètres et demi à l'ouest du centre-ville de Souillac et quinze kilomètres à l'est de celui de Sarlat-la-Canéda.
La commune est également desservie à l'ouest par la RD 61b qui traverse le petit bourg d'Orliaguet. Le territoire communal est traversé par la ligne ferroviaire Paris - Toulouse dont la gare la plus proche est celle de Souillac, à six kilomètres de la mairie par la route.
Entre Carlux et Souillac, le sentier de grande randonnée GR 6 traverse la commune d'ouest en est sur quatre kilomètres et demi.

### Communes limitrophes
Pechs-de-l'Espérance est limitrophe de sept autres communes dont trois dans le département du Lot
| Simeyrols | Salignac-Eyvigues      |                            |
| Carlux    | Pechs-de-l'Espérance   | Souillac (Lot)             |
|           | Saint-Julien-de-Lampon | Lanzac (Lot), Le Roc (Lot) |

### Géologie et relief

#### Géologie
Situé sur la plaque nord du Bassin aquitain et bordé à son extrémité nord-est par une frange du Massif central, le département de la Dordogne présente une grande diversité géologique. Les terrains sont disposés en profondeur en strates régulières, témoins d'une sédimentation sur cette ancienne plate-forme marine. Le département peut ainsi être découpé sur le plan géologique en quatre gradins différenciés selon leur âge géologique. Pechs-de-l'Espérance est située dans le deuxième gradin à partir du nord-est, un plateau formé de roches calcaires très dures du Jurassique que la mer a déposées par sédimentation chimique carbonatée, en bancs épais et massifs.
Les couches affleurantes sur le territoire communal sont constituées de formations superficielles du Quaternaire datant du Cénozoïque, de roches sédimentaires du Mésozoïque. La formation la plus ancienne, notée j4, date du Callovien, une alternance de calcaires plus ou moins crayeux à pelletoïdes, oncolithes et trocholines et de calcaires oolithiques, bioclastiques et granulaires. Vers le sud, les bancs oolithiques sont plus massifs (formation de Rocamadour-Cabrerets et Saint-Géry). La formation la plus récente, notée Fy3-z, fait partie des formations superficielles de types alluvions subactuelles à actuelles. Le descriptif de ces couches est détaillé dans la feuille « no 808 - Sarlat-la-Caneda » de la carte géologique au 1/50 000 de la France métropolitaine, et sa notice associée.

Carte géologique de Pechs-de-l'Espérance.

#### Relief et paysages
Le département de la Dordogne se présente comme un vaste plateau incliné du nord-est (491 m, à la forêt de Vieillecour dans le Nontronnais) au sud-ouest (2 m à Lamothe-Montravel). L'altitude du territoire communal varie quant à elle entre 80 mètres au sud du lieu-dit le Gadenaud, là où la Dordogne quitte la commune et sert de limite entre celles de Carlux et Saint-Julien-de-Lampon, et 321 ou 323 mètres, est située au nord-est de Millac, au lieu-dit Pech Chanta (territoire de l'ancienne commune de Peyrillac-et-Millac),.
Dans le cadre de la Convention européenne du paysage entrée en vigueur en France le 1er juillet 2006, renforcée par la loi du 8 août 2016 pour la reconquête de la biodiversité, de la nature et des paysages, un atlas des paysages de la Dordogne a été élaboré sous maîtrise d’ouvrage de l’État et publié en octobre 2020. Les paysages du département s'organisent en huit unités paysagères,. La commune fait partie du Périgord noir, un paysage vallonné et forestier, qui ne s’ouvre que ponctuellement autour de vallées-couloirs et d’une multitude de clairières de toutes tailles. Il s'étend du nord de la Vézère au sud de la Dordogne (en amont de Lalinde) et est riche d’un patrimoine exceptionnel.
La superficie cadastrale de la commune publiée par l'Insee, qui sert de référence dans toutes les statistiques, est de 19,69 km2,. La superficie géographique, issue de la BD Topo, composante du Référentiel à grande échelle produit par l'IGN, est quant à elle de 6,8 km2.

### Hydrographie

#### Réseau hydrographique
La commune est située dans le bassin de la Dordogne au sein du Bassin Adour-Garonne. Elle est drainée par la Dordogne, la Borgne et par divers petits cours d'eau, qui constituent un réseau hydrographique de 14 km de longueur totale,,,.
La Dordogne, d'une longueur totale de 483,1 km, prend naissance sur les flancs du puy de Sancy (1 885 m), dans la chaîne des monts Dore, traverse six départements dont la Dordogne dans sa partie sud, et conflue avec la Garonne à Bayon-sur-Gironde, pour former l'estuaire de la Gironde,. Elle arrose le territoire communal du sud-est au sud sur six kilomètres dont cinq kilomètres en limite de Lanzac, Le Roc et Saint-Julien-de-Lampon.
Son affluent de rive droite la Borgne baigne le nord-ouest de la commune sur près de trois kilomètres.

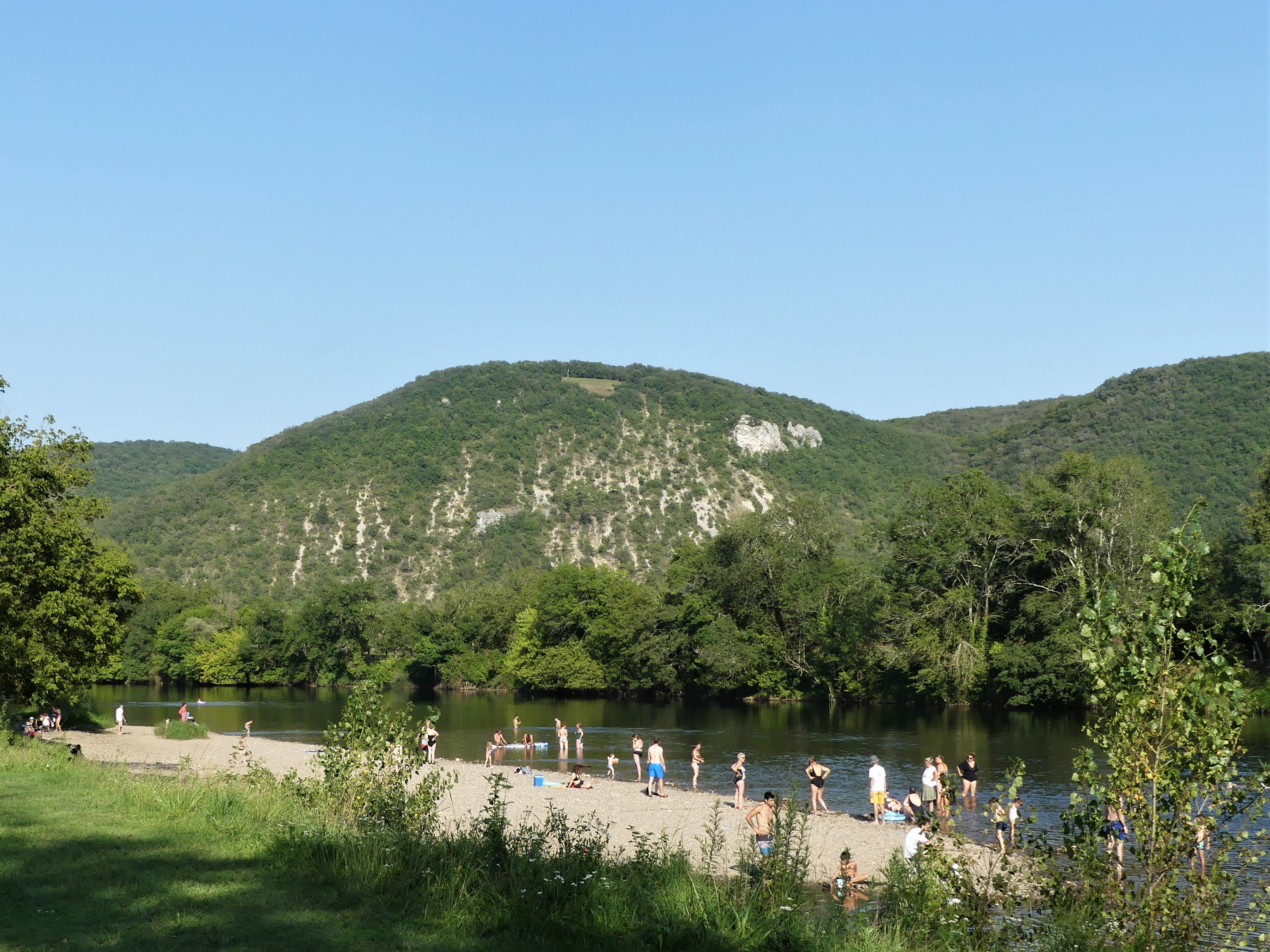
La plage de Cazoulès au bord de la Dordogne, face à la commune du Roc.
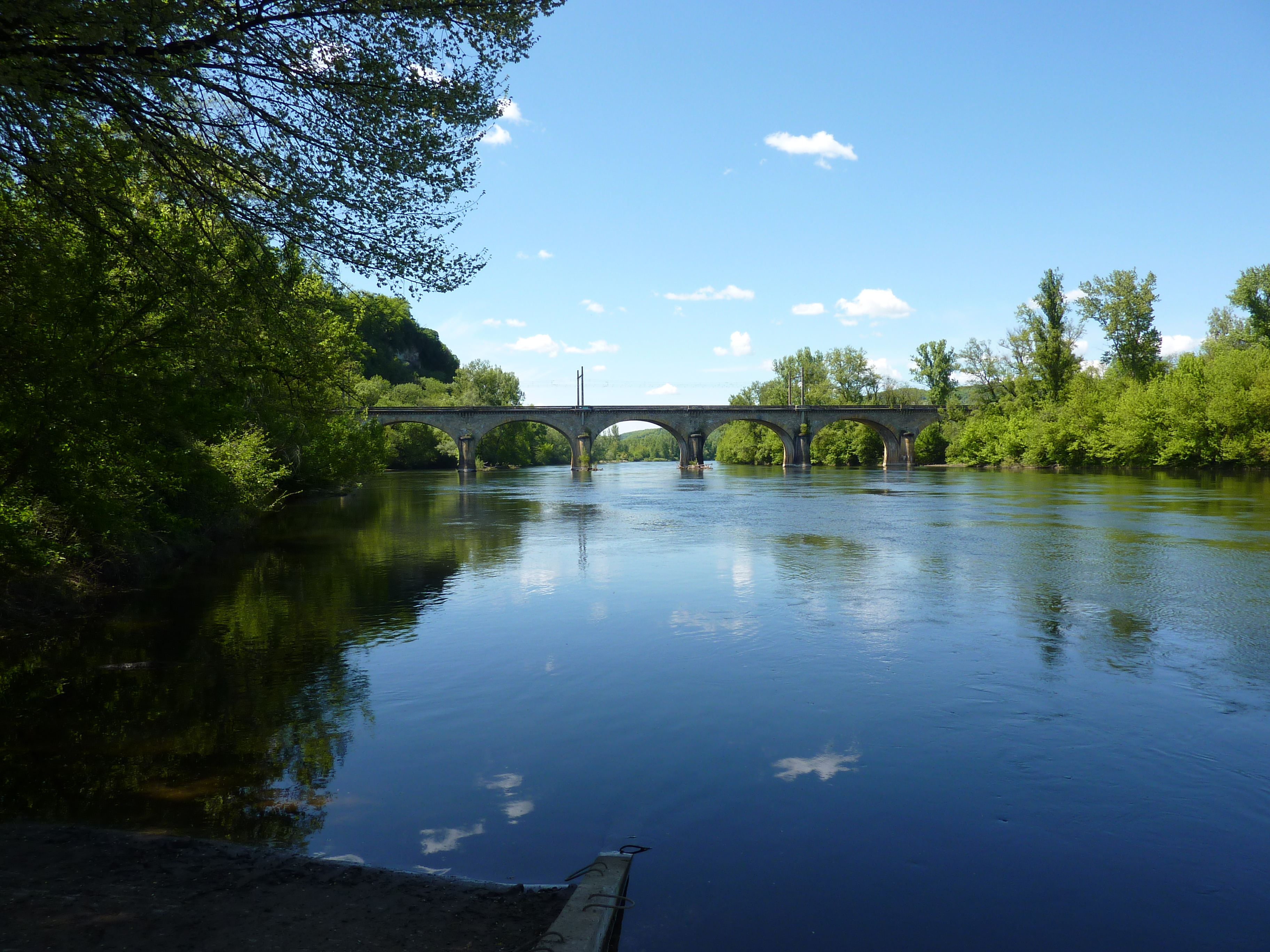
Le viaduc ferroviaire de Mareuil sur la Dordogne, entre Le Roc, à gauche, et Pechs-de-l'Espérance, en rive opposée.
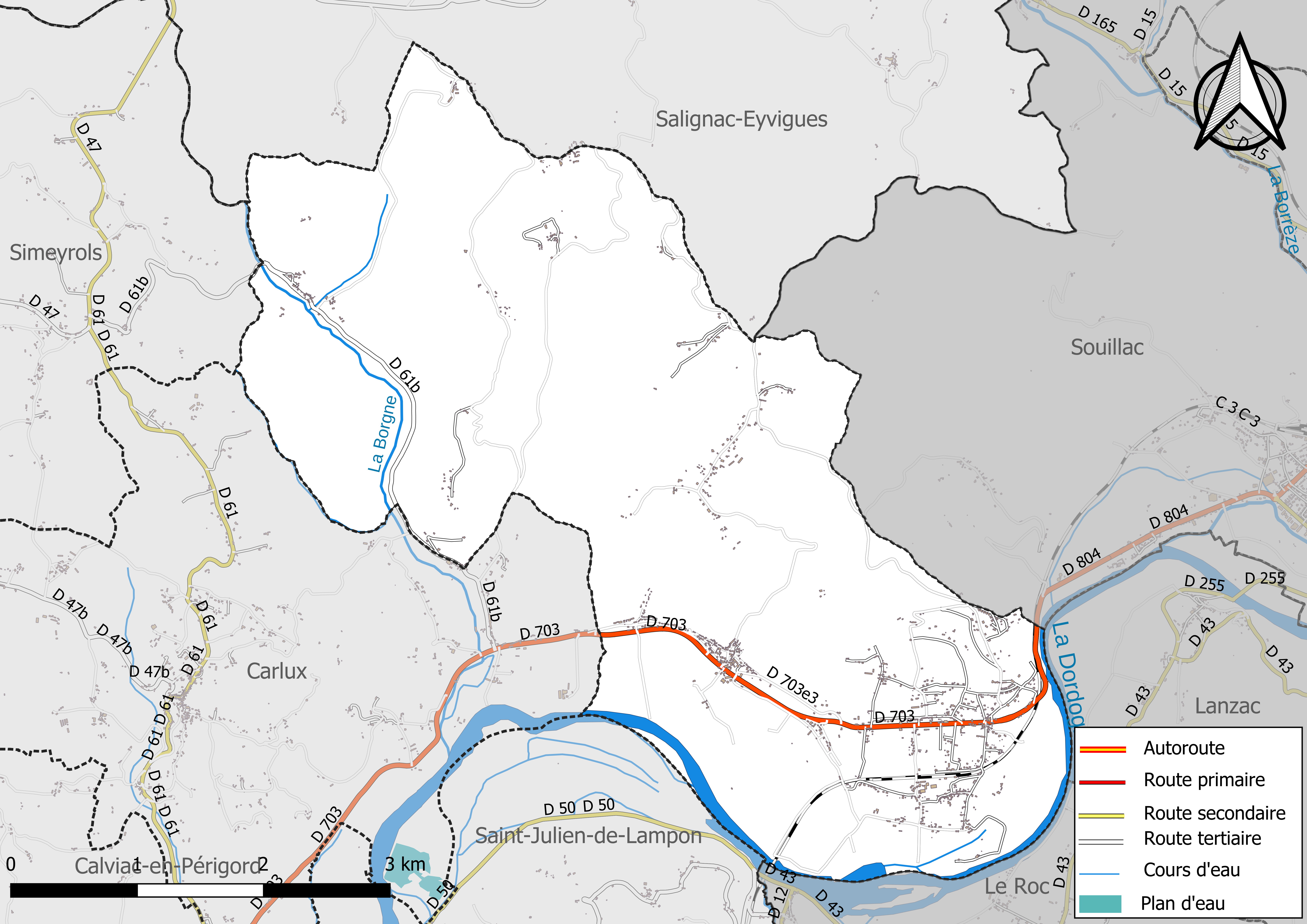
Réseaux hydrographique et routier de Pechs-de-l'Espérance.

#### Gestion et qualité des eaux
Le territoire communal est couvert par le schéma d'aménagement et de gestion des eaux (SAGE) « Dordogne amont ». Ce document de planification, dont le territoire s'étend des sources de la Dordogne jusqu'à la confluence de la Vézère à Limeuil, d'une superficie de 9 700 km2 est en cours d'élaboration. La structure porteuse de l'élaboration et de la mise en œuvre est l'établissement public territorial de bassin de la Dordogne (EPIDOR). Il définit sur son territoire les objectifs généraux d’utilisation, de mise en valeur et de protection quantitative et qualitative des ressources en eau superficielle et souterraine, en respect des objectifs de qualité définis dans le troisième SDAGE du Bassin Adour-Garonne qui couvre la période 2022-2027, approuvé le 10 mars 2022.
La qualité des eaux de baignade et des cours d’eau peut être consultée sur un site dédié géré par les agences de l’eau et l’Agence française pour la biodiversité.

### Milieux naturels et biodiversité

#### Natura 2000
La Dordogne est un site du réseau Natura 2000 limité aux départements de la Dordogne et de la Gironde, et qui concerne les 103 communes riveraines de la Dordogne, dont Pechs-de-l'Espérance,. Seize espèces animales et une espèce végétale inscrites à l'annexe II de la directive 92/43/CEE de l'Union européenne y ont été répertoriées.
La zone Coteaux calcaires de la vallée de la Dordogne, qui s'étend au total sur 3 686 hectares et est partagée avec vingt-quatre autres communes, fait également partie du réseau Natura 2000,. Deux espèces de chauves-souris inscrites à l'annexe II de la directive 92/43/CEE de l'Union européenne y ont été répertoriées : le Grand rhinolophe (Rhinolophus ferrumequinum) et le Petit rhinolophe (Rhinolophus hipposideros). Sur la commune, elle s'étend sur environ trois kilomètres carrés et correspond aux coteaux situés au nord de la route départementale 703, en trois sites séparés, notamment le long de la Dordogne et ceux situés en rive gauche de son affluent la Borgne, au sud du leu-dit Malcepiot.

## Urbanisme

### Typologie
Au 1er janvier 2024, Pechs-de-l'Espérance est catégorisée commune rurale à habitat dispersé, selon la nouvelle grille communale de densité à 7 niveaux définie par l'Insee en 2022.
Elle est située hors unité urbaine. Par ailleurs la commune fait partie de l'aire d'attraction de Souillac, dont elle est une commune de la couronne,. Cette aire, qui regroupe 11 communes, est catégorisée dans les aires de moins de 50 000 habitants,.

### Prévention des risques
Le territoire de la commune de Pechs-de-l'Espérance est vulnérable à différents aléas naturels : météorologiques (tempête, orage, neige, grand froid, canicule ou sécheresse), inondations, feux de forêts, mouvements de terrains et séisme (sismicité très faible). Il est également exposé à un risque technologique, la rupture d'un barrage. Un site publié par le BRGM permet d'évaluer simplement et rapidement les risques d'un bien localisé soit par son adresse soit par le numéro de sa parcelle.

#### Risques naturels
Certaines parties du territoire communal sont susceptibles d’être affectées par le risque d’inondation par débordement de cours d'eau, notamment la Dordogne. Le territoire de la commune actuelle a été reconnu en état de catastrophe naturelle au titre des dommages causés par les inondations et coulées de boue survenues en 1982, 1983, 1993, 1999 et 2021,. Le risque inondation est pris en compte dans l'aménagement du territoire de la commune par le biais du plan de prévention des risques inondation (PPRI) de la « vallée de la Dordogne amont » approuvé le 15 avril 2011, pour les crues de la Dordogne,.
Pechs-de-l'Espérance est exposée au risque de feu de forêt. L’arrêté préfectoral du 14 mars 2013 fixe les conditions de pratique des incinérations et de brûlage dans un objectif de réduire le risque de départs d’incendie. À ce titre, des périodes sont déterminées : interdiction totale du 15 février au 15 mai et du 15 juin au 15 octobre, utilisation réglementée du 16 mai au 14 juin et du 16 octobre au 14 février. En septembre 2020, un plan inter-départemental de protection des forêts contre les incendies (PidPFCI) a été adopté pour la période 2019-2029,.

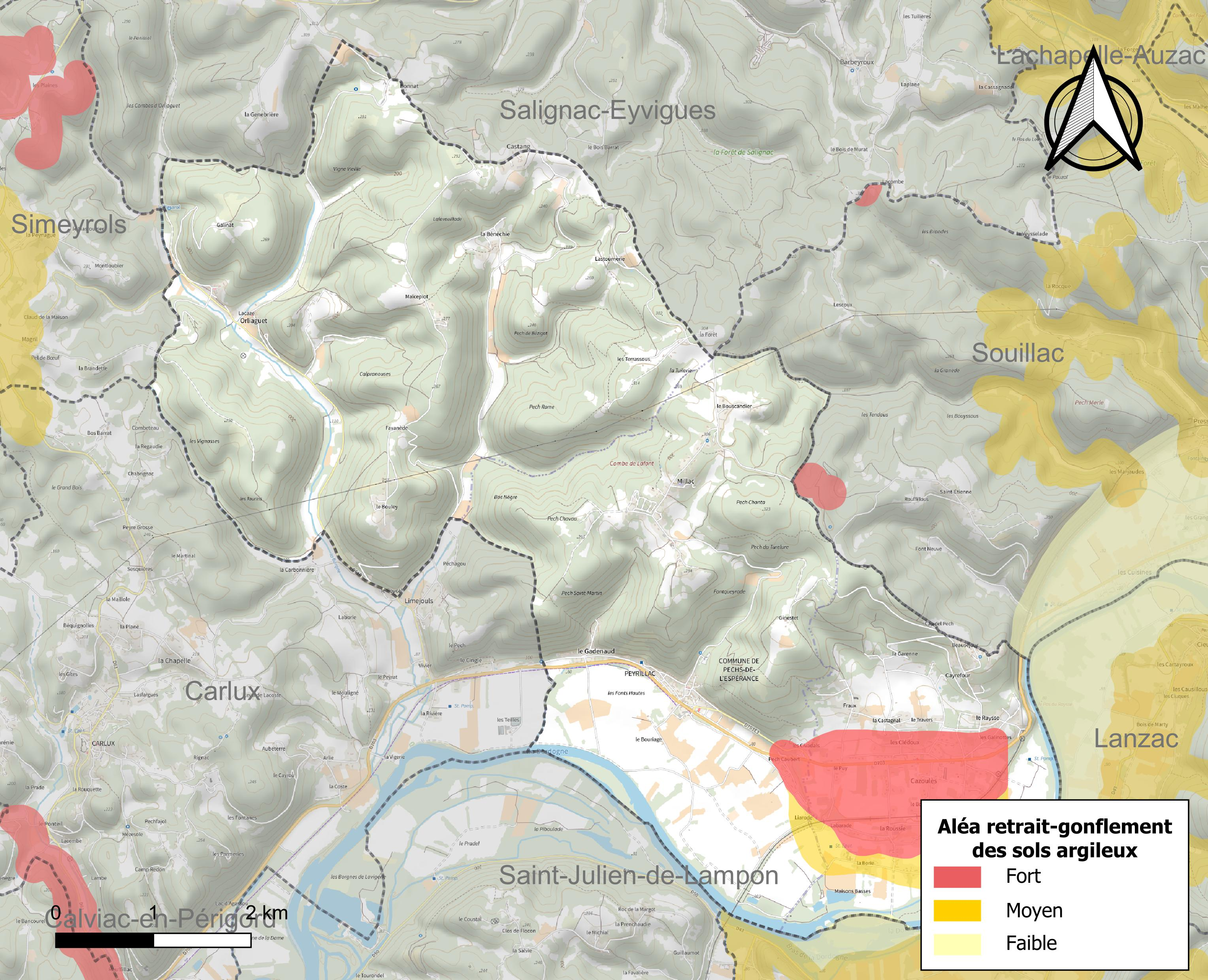
Carte des zones d'aléa retrait-gonflement des sols argileux de Pechs-de-l'Espérance.

Les mouvements de terrains susceptibles de se produire sur la commune sont des tassements différentiels. Le retrait-gonflement des sols argileux est susceptible d'engendrer des dommages importants aux bâtiments en cas d’alternance de périodes de sécheresse et de pluie. 8,2 % de la superficie communale est en aléa moyen ou fort (58,6 % au niveau départemental et 48,5 % au niveau national métropolitain). Depuis le 1er octobre 2020, en application de la loi ÉLAN, différentes contraintes s'imposent aux vendeurs, maîtres d'ouvrages ou constructeurs de biens situés dans une zone classée en aléa moyen ou fort,.
Le territoire de la commune a été reconnu en état de catastrophe naturelle au titre des dommages causés par des mouvements de terrain en 1999.

#### Risque technologique
La commune est en outre située en aval du barrage de Bort-les-Orgues, un ouvrage de classe A situé dans le département de la Corrèze et faisant l'objet d'un PPI depuis 2009. À ce titre elle est susceptible d’être touchée par l’onde de submersion consécutive à la rupture de cet ouvrage.

## Toponymie
Le Pech (singulier de Pechs) est une variante de Puech. L’Espérance est un autre nom de la Dordogne, popularisé par la série de romans de Christian Signol La Rivière Espérance du début des années 1990, et son adaptation télévisée en 1995 La Rivière Espérance par Josée Dayan.

## Histoire
Pechs-de-l'Espérance est une commune nouvelle créée le 27 septembre 2021 pour une prise d'effet au 1er janvier 2022. À cette date, les trois communes fondatrices deviennent communes déléguées.

## Politique et administration

### Communes fondatrices
| Nom                         | Code Insee | Intercommunalité      | Superficie (km2) | Population (dernière pop. légale) | Densité (hab./km2) |
| --------------------------- | ---------- | --------------------- | ---------------- | --------------------------------- | ------------------ |
| Peyrillac-et-Millac (siège) | 24325      | CC du Pays de Fénelon | 6,94             | 200 (2021)                        | 29                 |
| Cazoulès                    | 24089      | CC du Pays de Fénelon | 3,52             | 447 (2021)                        | 127                |
| Orliaguet                   | 24314      | CC du Pays de Fénelon | 9,23             | 131 (2021)                        | 14                 |

### Administration municipale
Pendant une période courant jusqu'au prochain renouvellement des conseils municipaux (prévu en 2026), le conseil municipal de la nouvelle commune est constitué de l'ensemble des conseillers municipaux des anciennes communes (onze pour chacune des trois communes, soit un total de trente-trois). Le maire de la nouvelle commune est élu début 2022. Les maires des anciennes communes deviennent maires délégués de celles-ci.

### Liste des maires

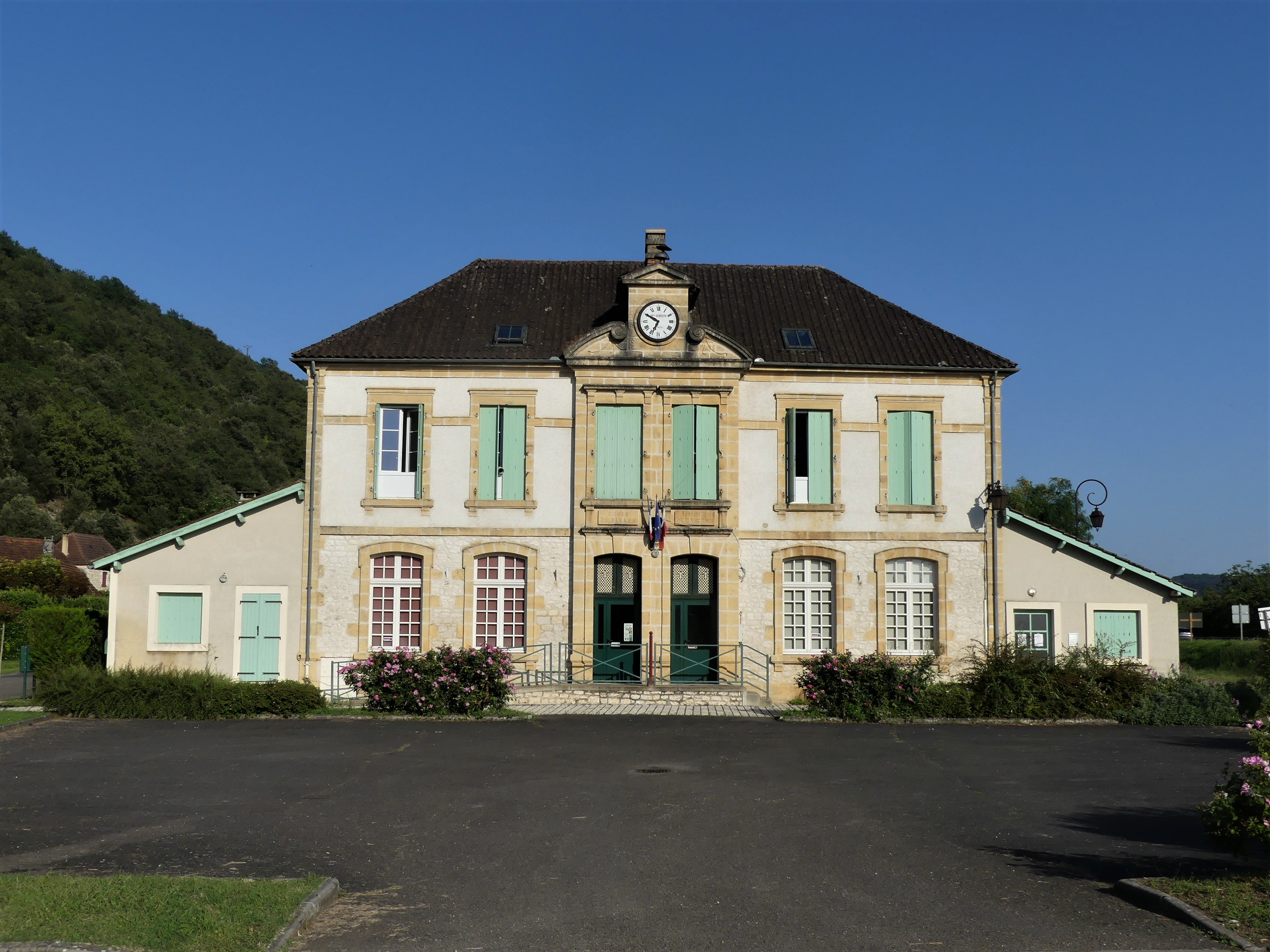
La mairie de Peyrillac-et-Millac en 2021.

| Période        | Période        | Identité         | Étiquette | Qualité                               |
| -------------- | -------------- | ---------------- | --------- | ------------------------------------- |
| janvier 2022   | septembre 2023 | Joël Barbery     |           | Ancien maire de Cazoulès              |
| septembre 2023 | décembre 2023  | Patrick Prugnaud |           | 1er adjoint faisant fonction de maire |
| décembre 2023  | En cours       | Patrick Prugnaud |           | Ingénieur retraité                    |

## Équipements et services publics

### Enseignement
En 2022, la commune de Pechs-de-l'Espérance est organisée en regroupement pédagogique intercommunal (RPI) avec les communes de Carlux, Saint-Julien-de-Lampon et Sainte-Mondane au niveau des classes de primaire :
- Sainte-Mondane accueille les enfants d'école maternelle en toute petite section et en petite section ;
- Carlux s'occupe de la moyenne section et la grande section de maternelle ainsi que du cours préparatoire ;
- Cazoulès (commune de Pechs-de-l'Espérance) gère également le cours préparatoire ainsi que le cours élémentaire 1re année ;
- Saint-Julien-de-Lampon complète le dispositif en accueillant les enfants en cours élémentaire 2e année, cours moyen 1re année et cours moyen 2e année ;
- Calviac-en-Périgord qui n'a plus d'école fait partie de ce RPI et envoie ses enfants dans les écoles précitées.

### Justice
Dans le domaine judiciaire, Pechs-de-l'Espérance relève :
- du tribunal de proximité de Sarlat-la-Canéda ;
- du tribunal judiciaire, du tribunal pour enfants, du conseil de prud'hommes et du tribunal de commerce de Bergerac ;
- du pôle Nationalité du tribunal judiciaire de Périgueux (compétent uniquement dans le domaine de la nationalité) ;
- de la cour d'appel et de la cour administrative d'appel de Bordeaux.

## Population et société

### Démographie
L'évolution du nombre d'habitants est connue à travers les recensements de la population effectués dans la commune depuis sa création.

En 2022, la commune comptait 784 habitants.
| 2022 |
| ---- |
| 784  |

## Culture locale et patrimoine

### Lieux et monuments

#### Patrimoine religieux
- L'église Saint-Laurent de Cazoulès[57],[58], dont les deux vitraux des chapelles sont signés de Louis-Victor Gesta.
- L'église (ou chapelle) Saint-Barthélemy de Millac[59] est de style roman[60].
- L'église Sainte-Anne de Peyrillac[59] a son porche qui date du XVe siècle[60].
- L'église Saint-Étienne d'Orliaguet[61], dont le retable du XVIIe siècle en bois est classé au titre des monuments historiques depuis 1951[62]. L'édifice recèle également une statue du XVIIIe siècle en bois polychrome représentant la Vierge à l'Enfant, inscrite au titre des monuments historiques depuis 1973[63].

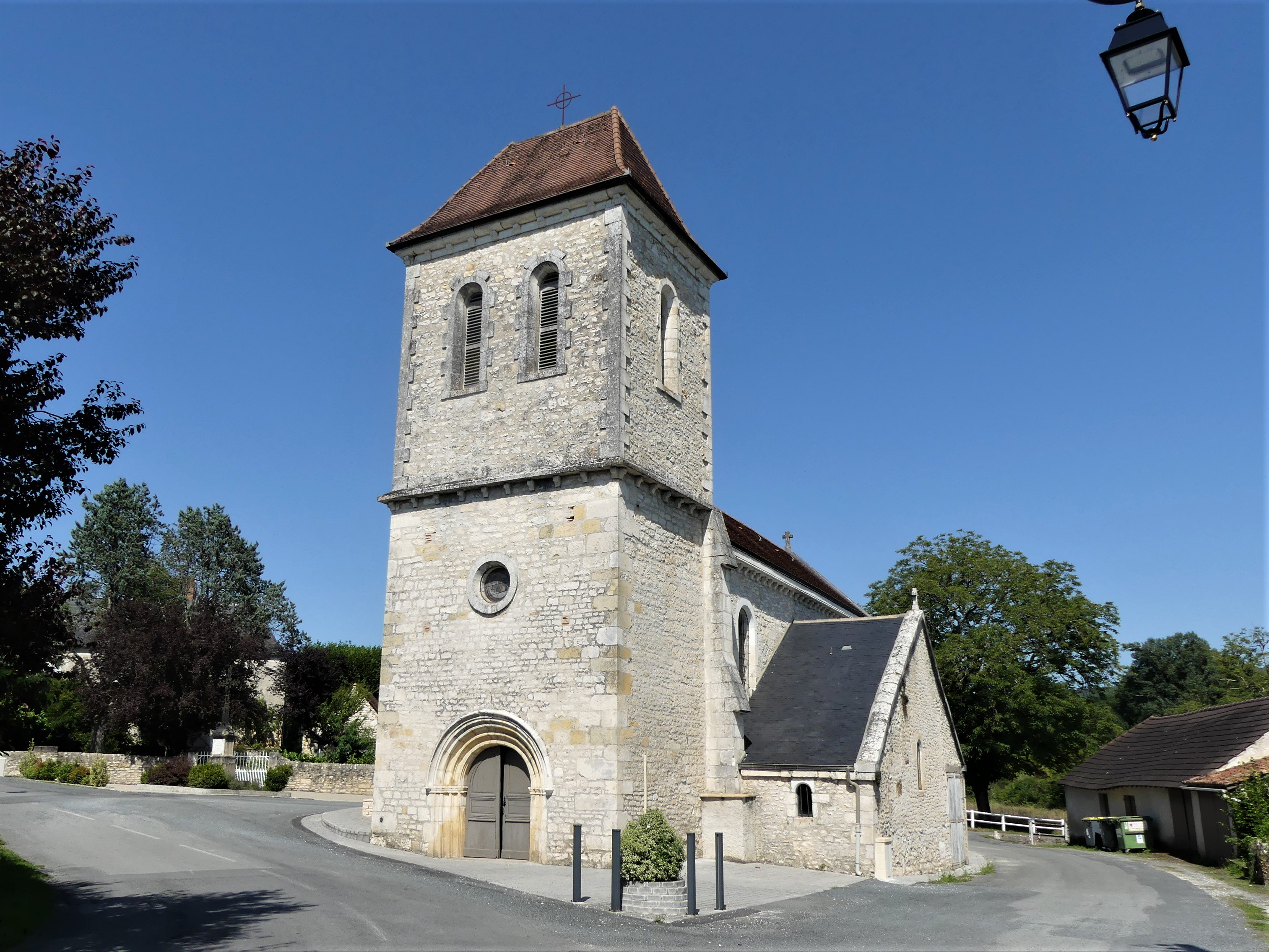
L'église Saint-Laurent de Cazoulès.
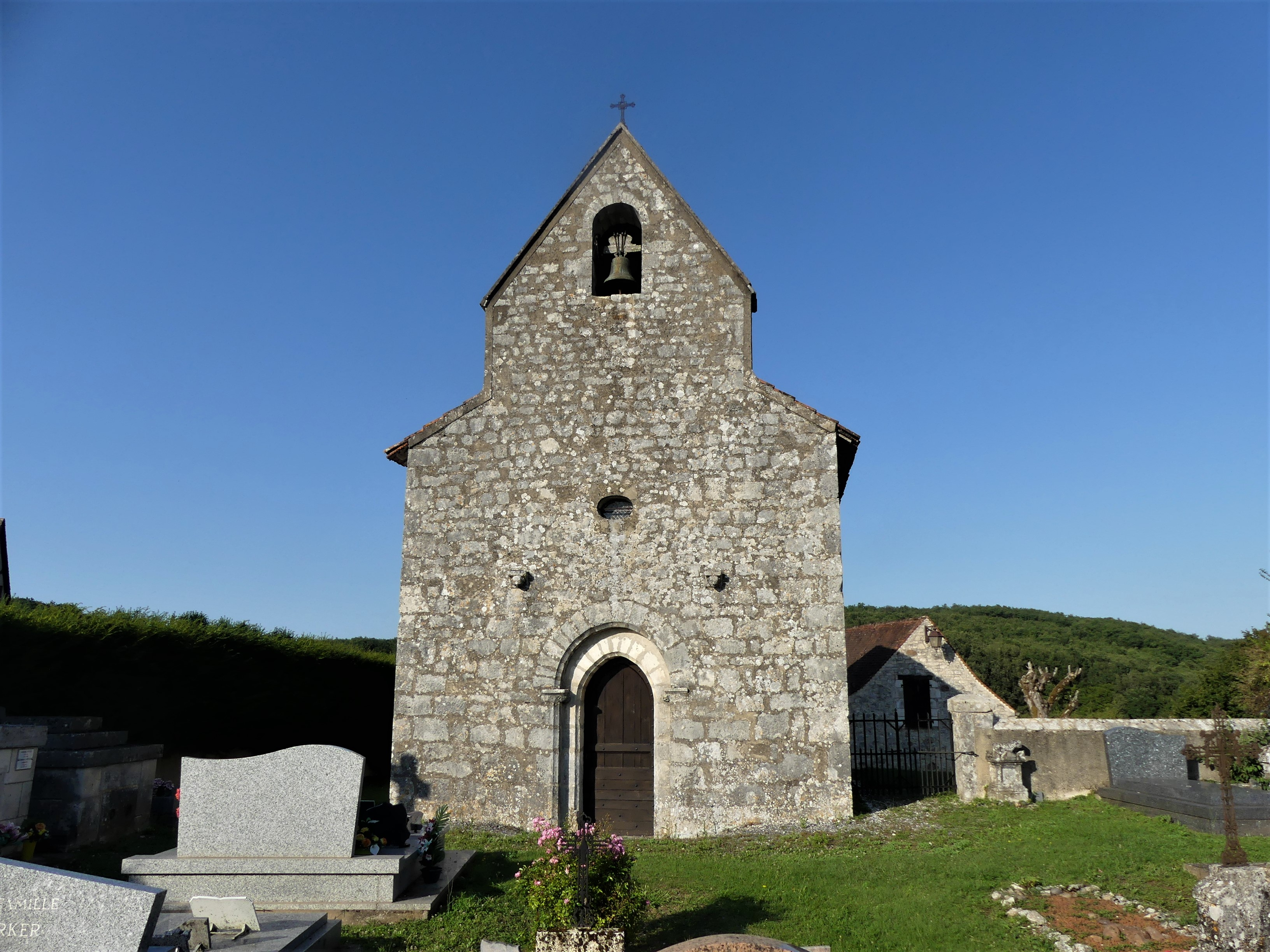
L'église Saint-Barthélemy de Millac.
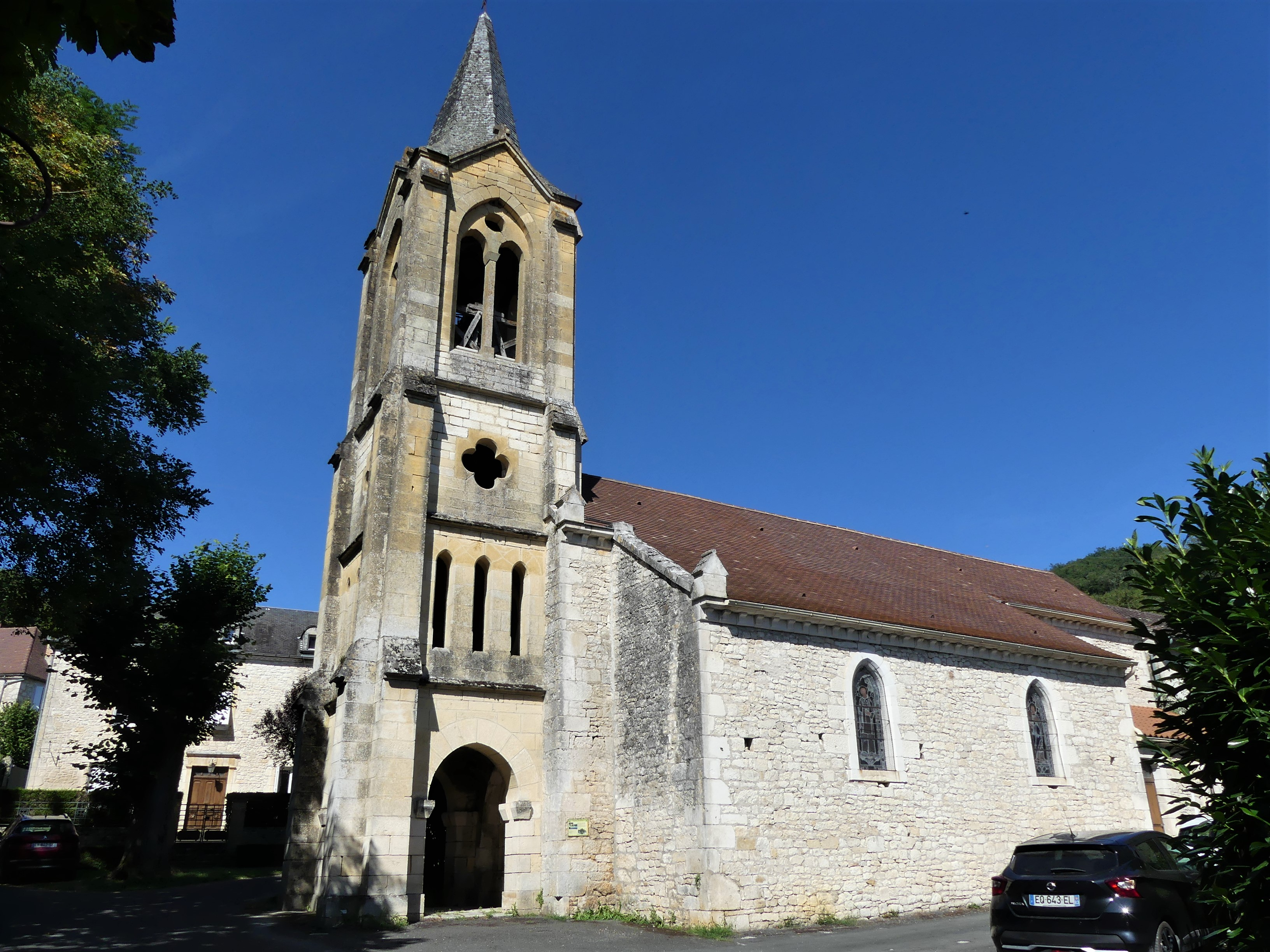
L'église Sainte-Anne de Peyrillac.
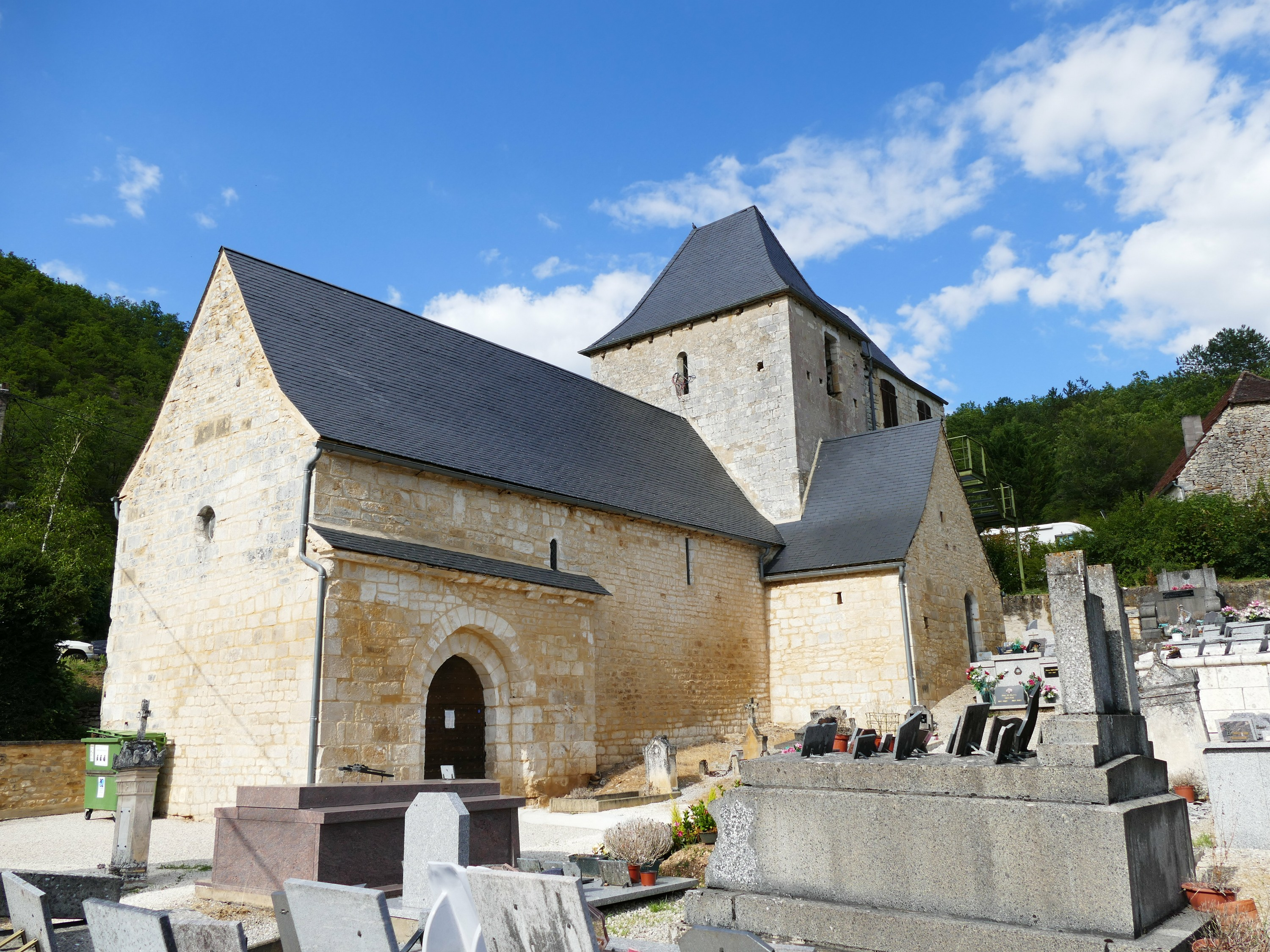
L'église Saint-Étienne d'Orliaguet.
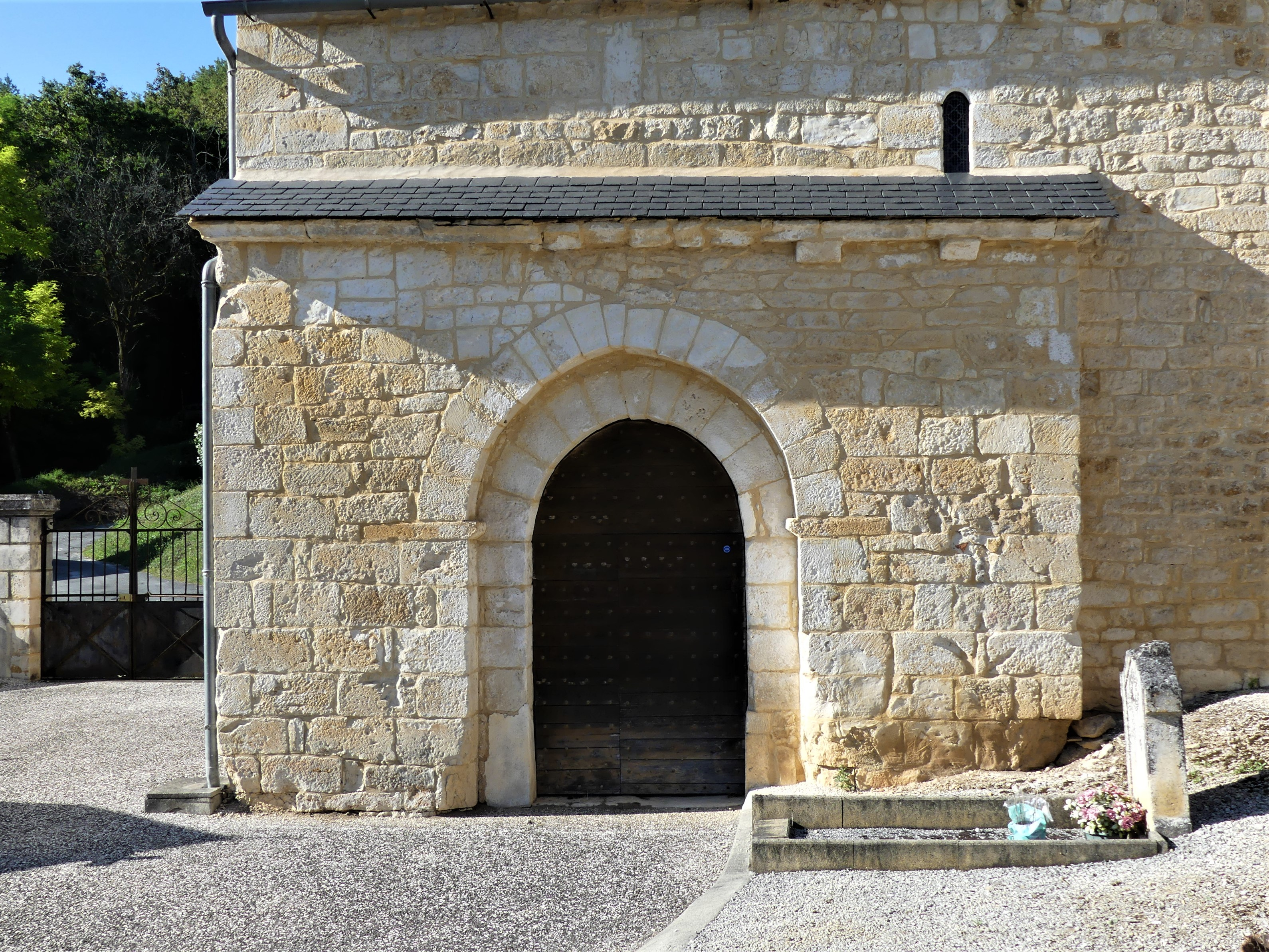
Son portail sud.

#### Patrimoine civil
Deux bâtiments protégés au titre des monuments historiques sont situés sur le territoire de l'ancienne commune de Cazoulès :
- le manoir de la Font-Haute ou château de la Font-Haute[64], des XVIe et XIXe siècles, inscrit en 1977 pour ses façades et toitures[65] ;
- le château du Saulou, ou de Saulou[66], du XVIe au XVIIIe siècle, inscrit en 1996[67].
- Grotte du Pech Blanc[68].
- Également à Cazoulès, dominant la Dordogne au pas du Raysse et flanqué d'une tour ronde, le château du Raysse date du XVIIe siècle[69].

Sur le territoire d'Orliguet se trouvent deux vestiges archéologiques :
- un mégalithe du Néolithique correspondant à un ancien tumulus[70].
- un polissoir[71].

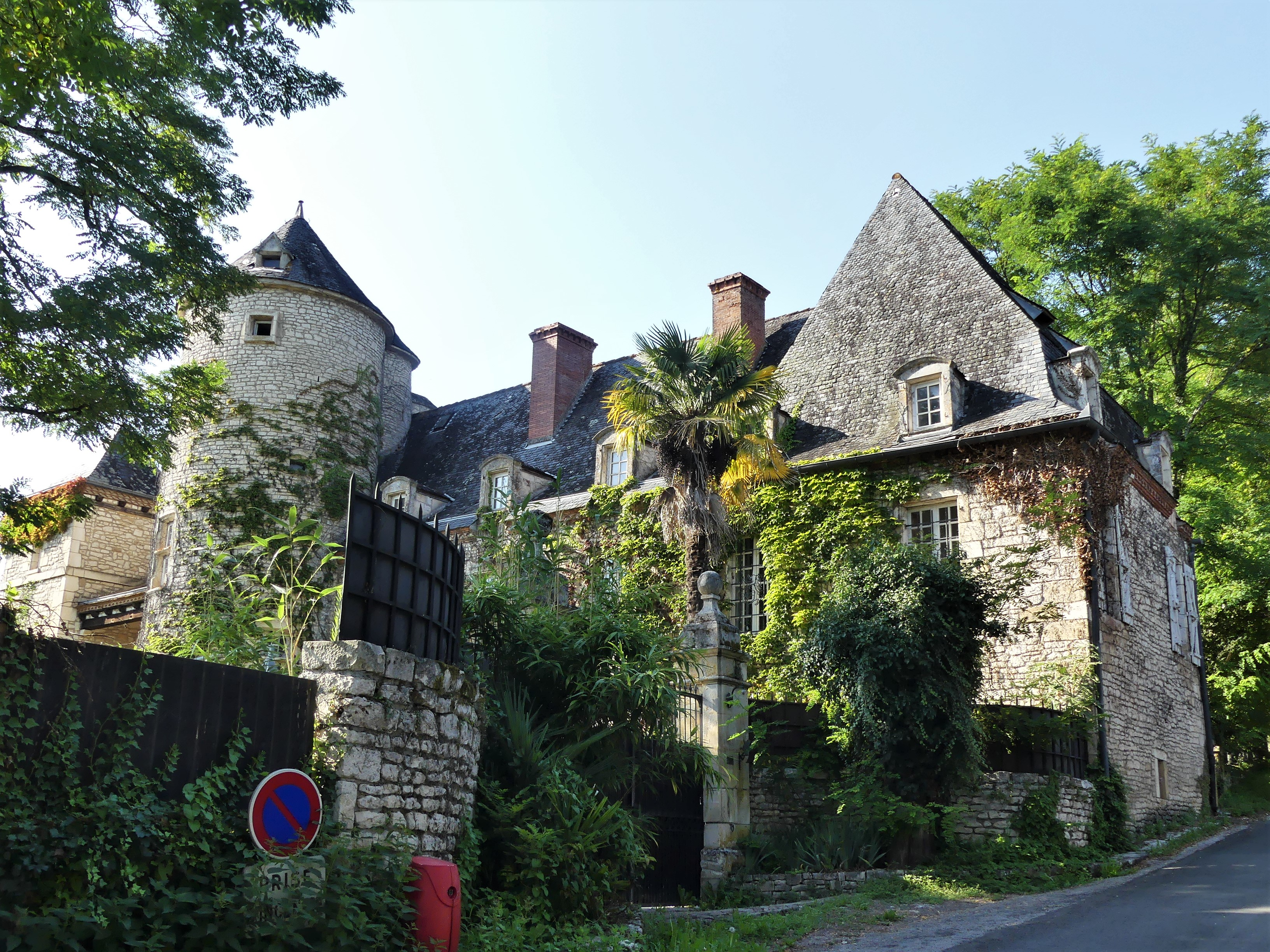
Le château du Raysse.
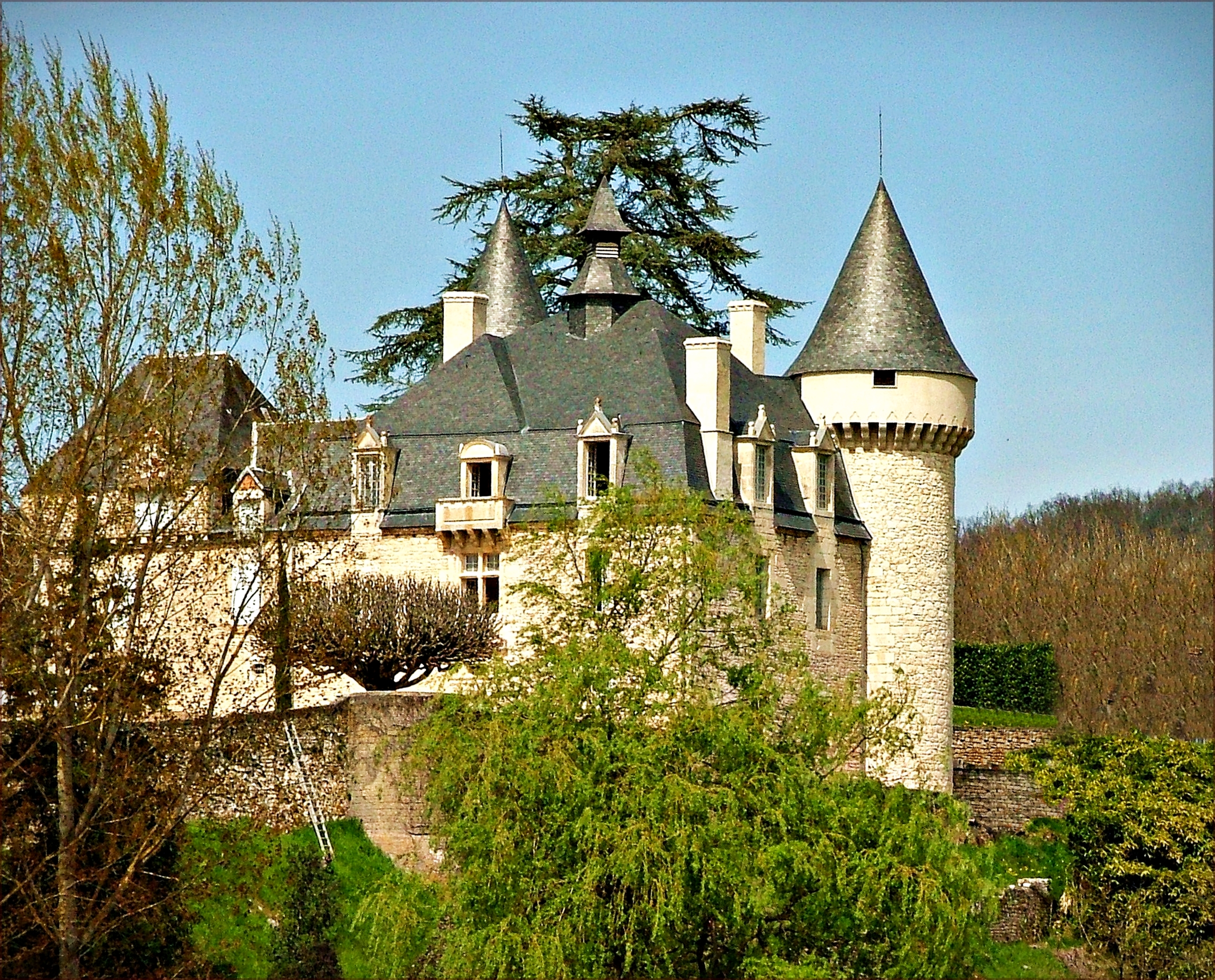
Le manoir de la Font-Haute.
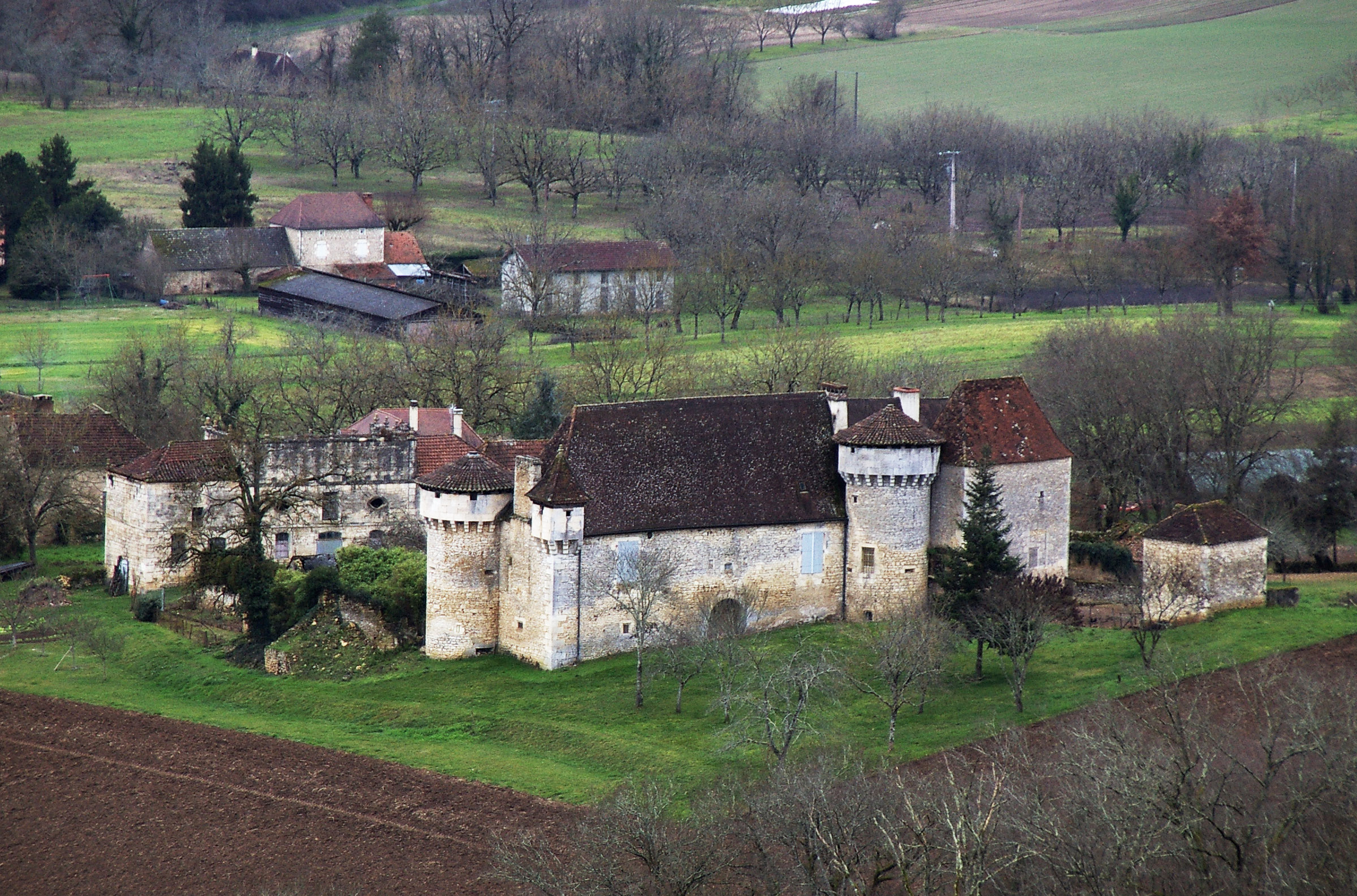
Le château du Saulou.
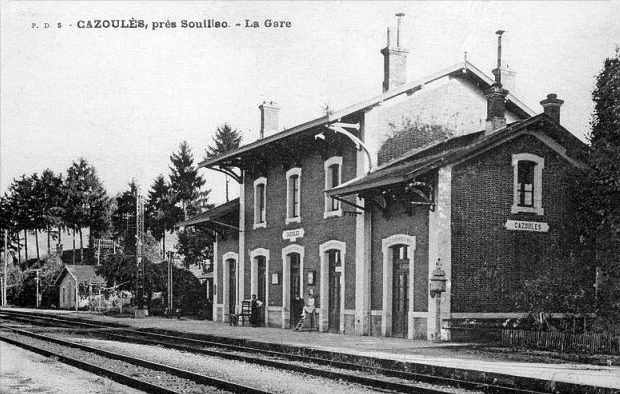
La gare de Cazoulès au début des années 1900.
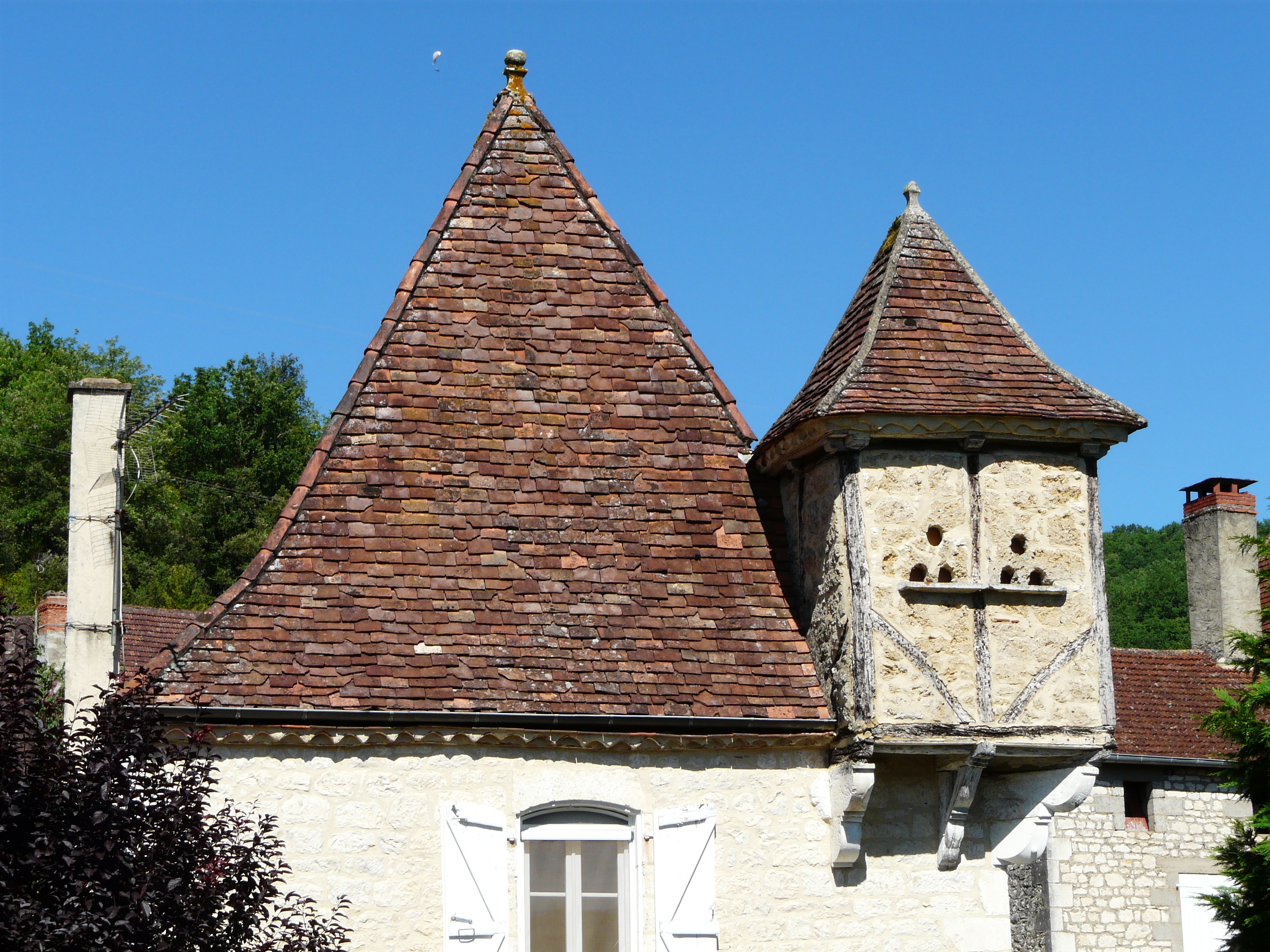
Pigeonnier dans le bourg de Peyrillac.

### Personnalités liées à la commune
- Louis Marie Cordonnier (1854 - 1940), architecte du Nord et du Pas-de-Calais, est mort à Peyrillac.

## Pour approfondir